# Gymnothorax

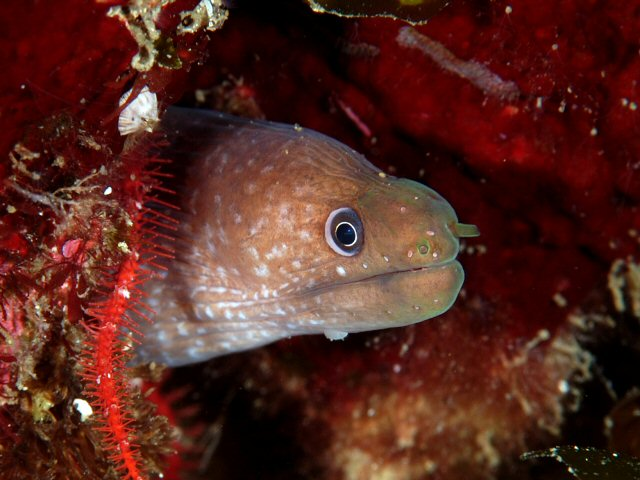
Gymnothorax bacalladoi

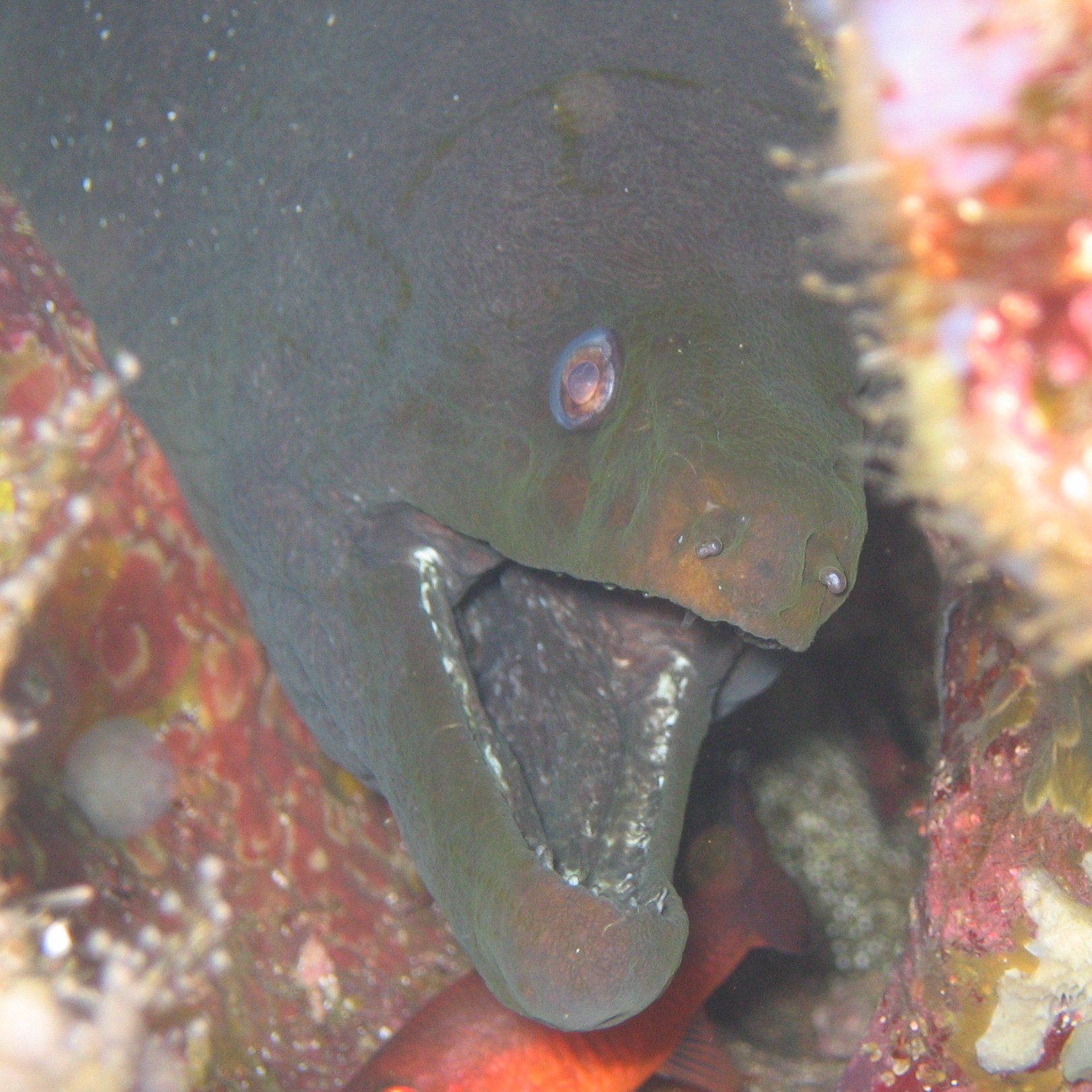
Gymnothorax castaneus fotografiat a les Illes Galápagos.

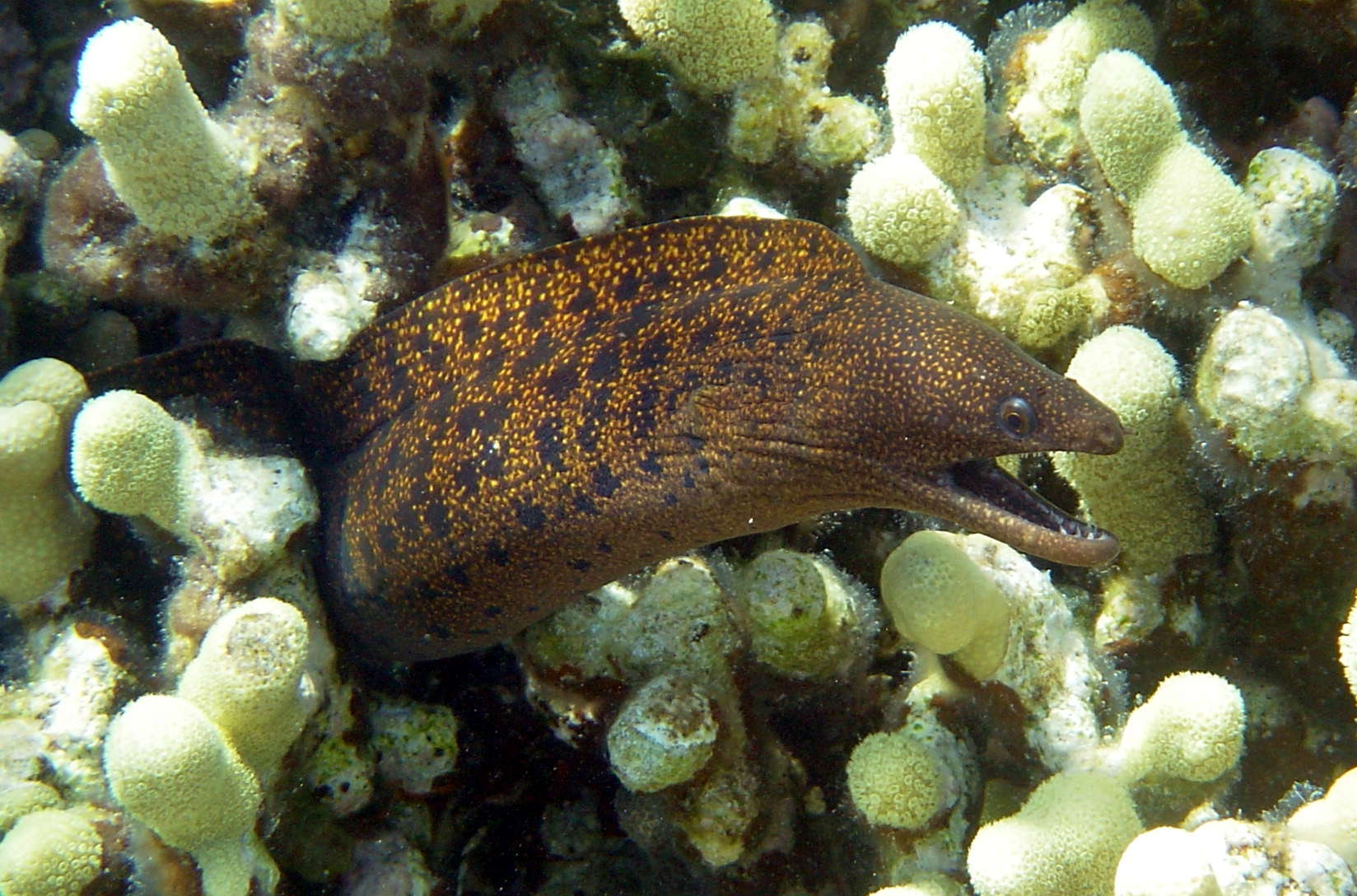
Gymnothorax eurostus fotografiat al nord-oest de les Hawaii.

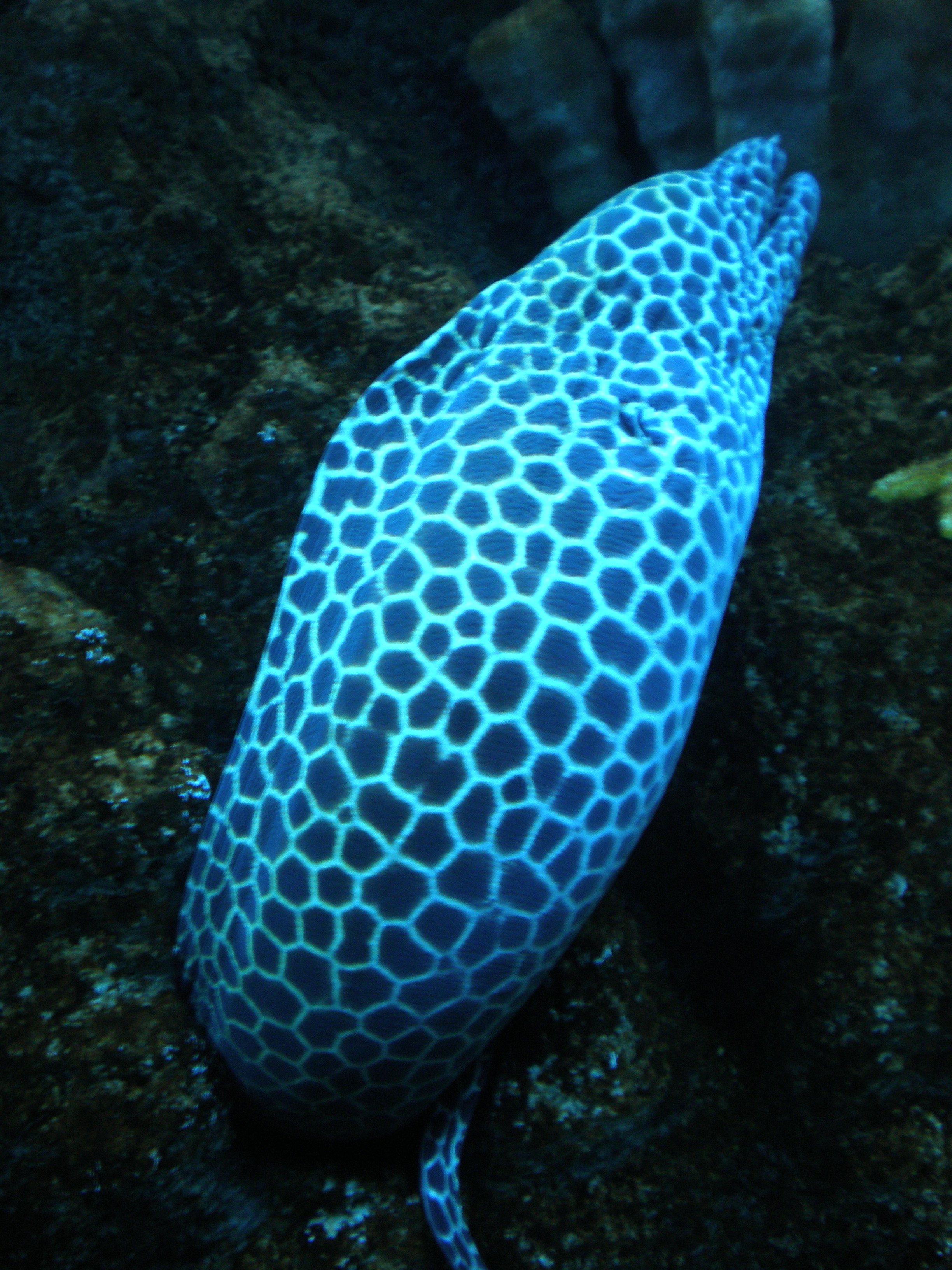
Gymnothorax favagineus

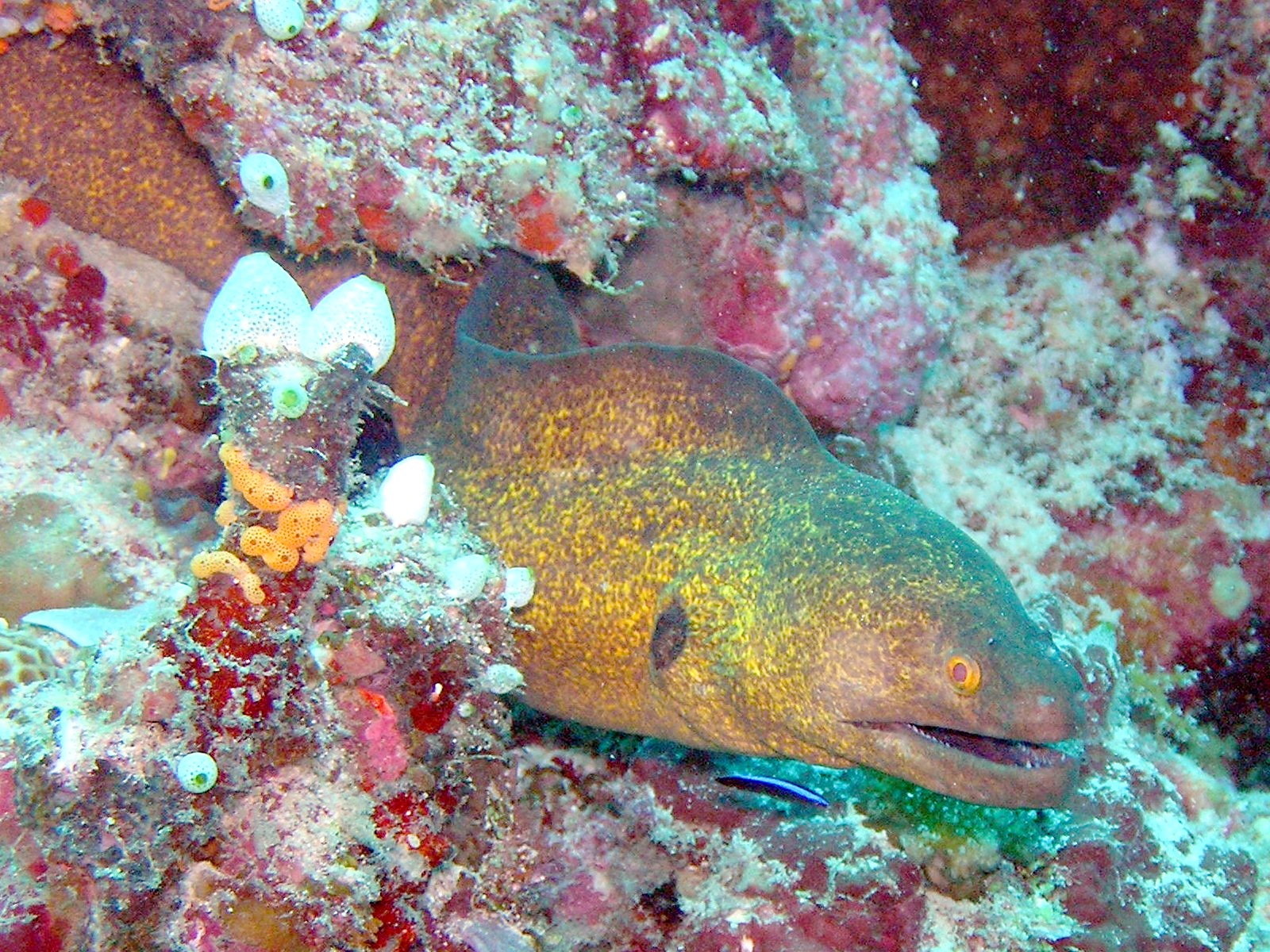
Gymnothorax flavimarginatus fotografiat a les Maldives.

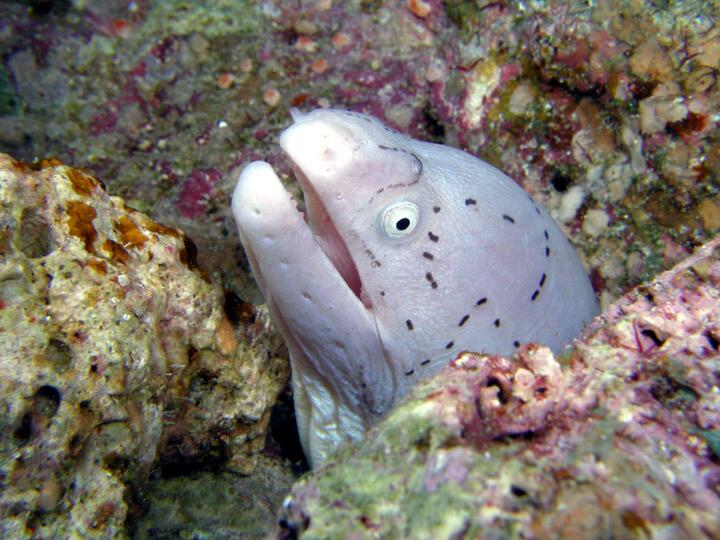
Gymnothorax griseus

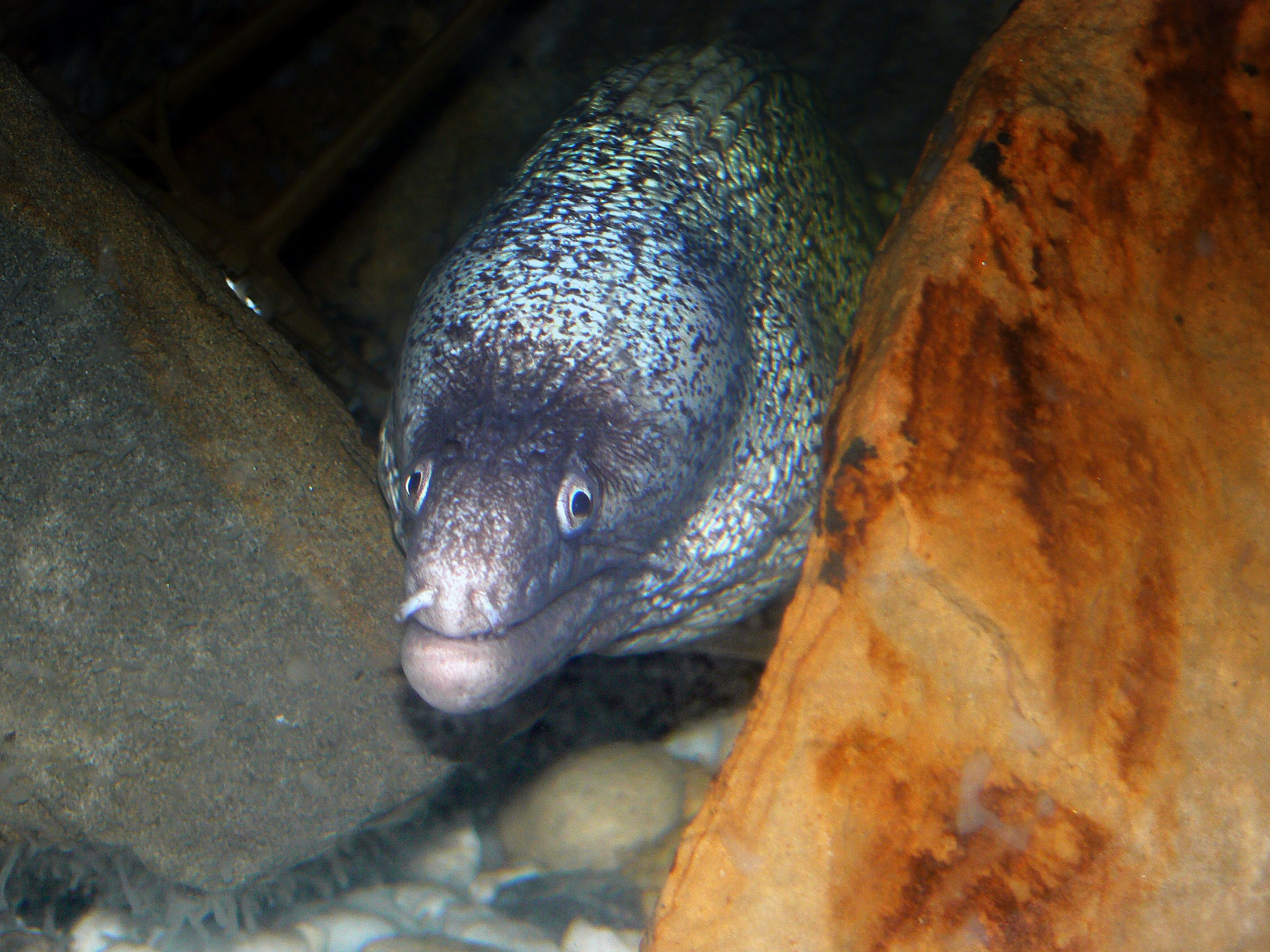
Gymnothorax undulatus

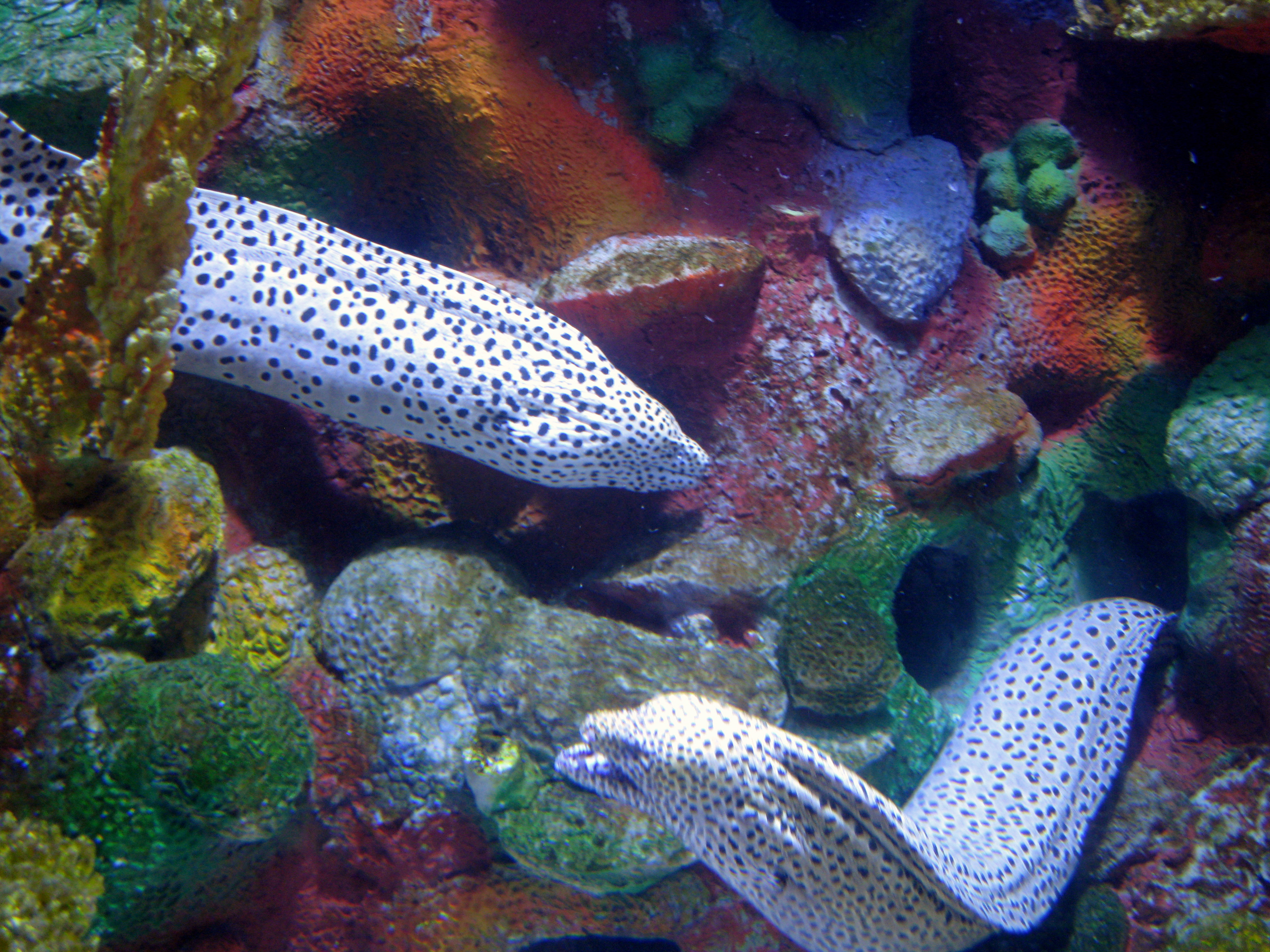
Gymnothorax isingteena

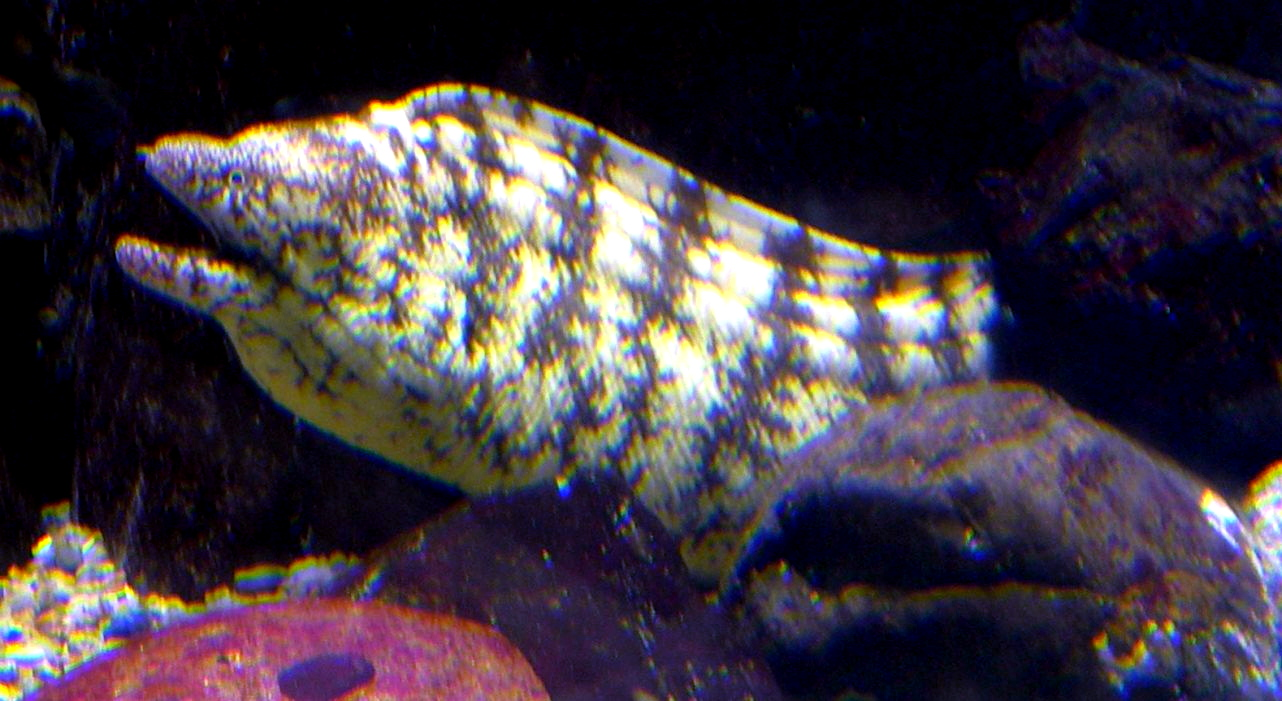
Gymnothorax kidako

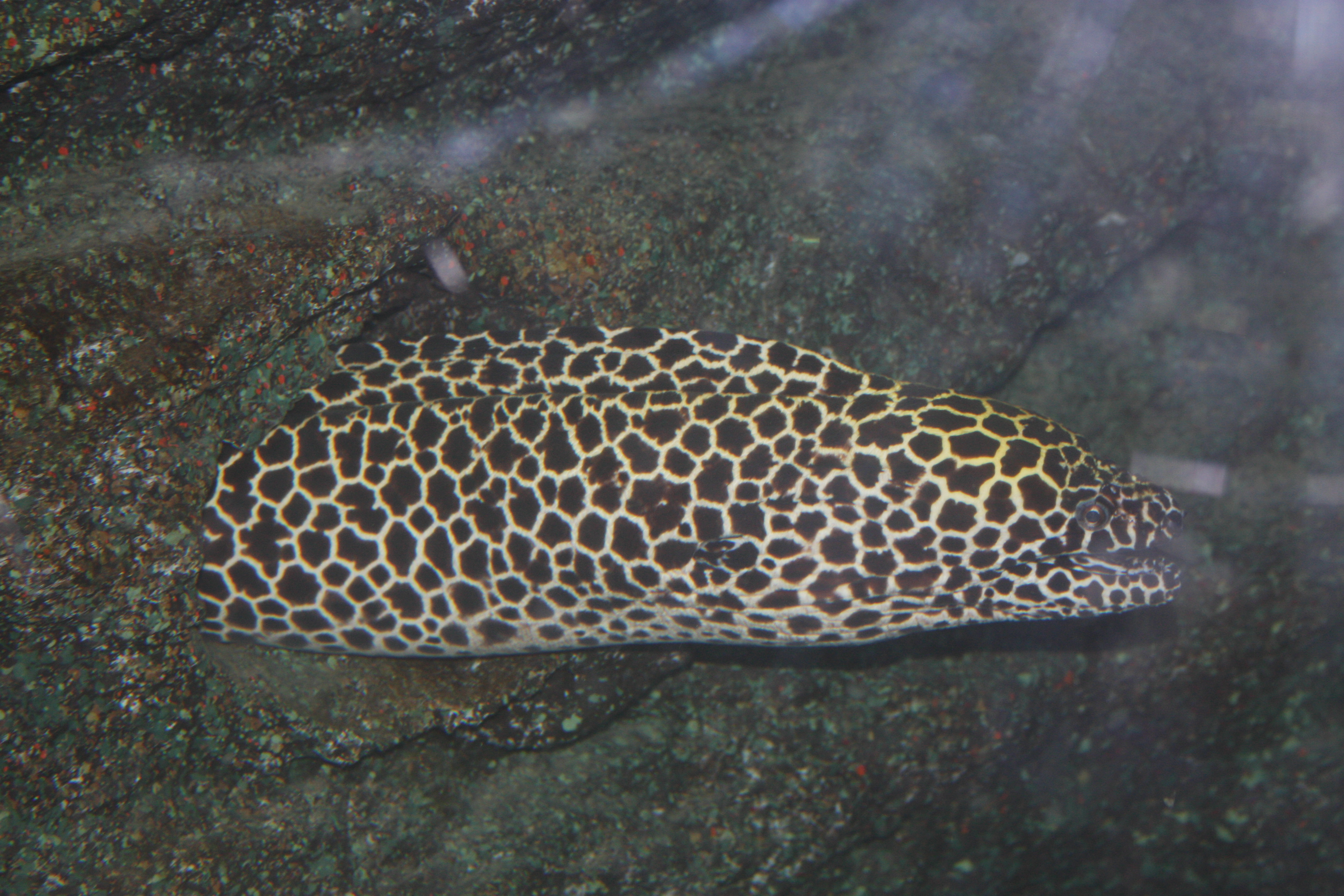
Gymnothorax meleagris

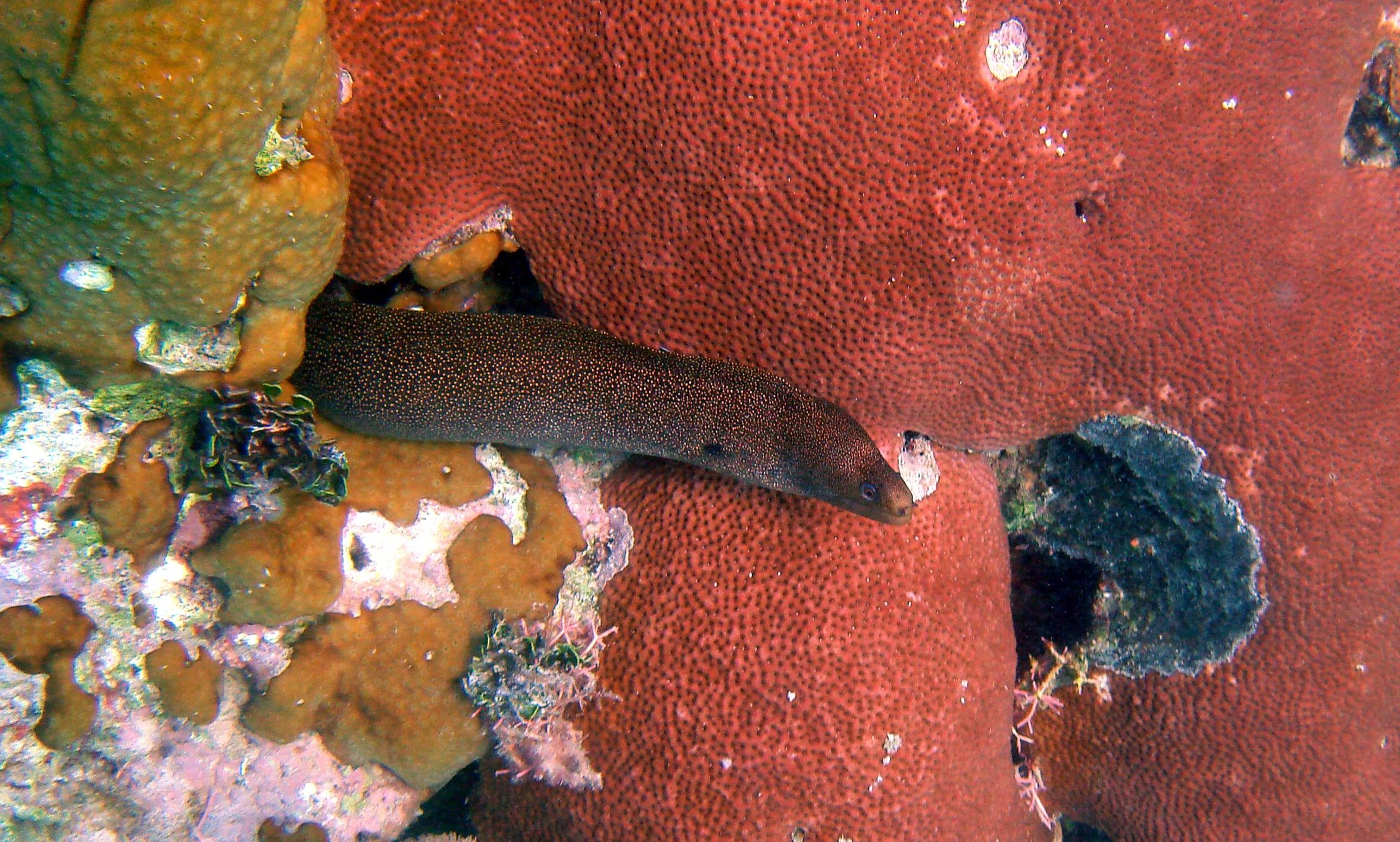
Gymnothorax miliaris fotografiat a Cuba.

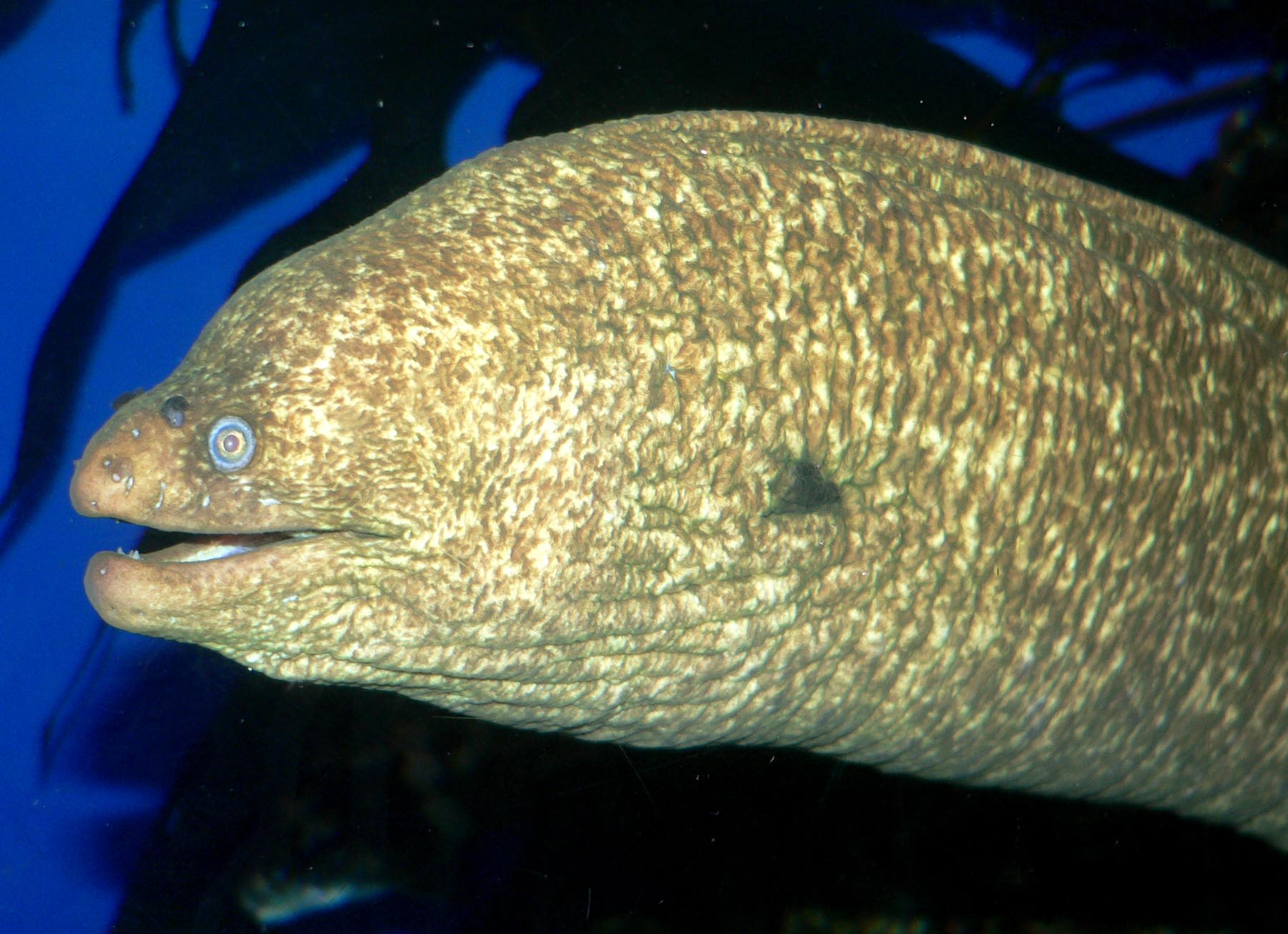
Gymnothorax mordax

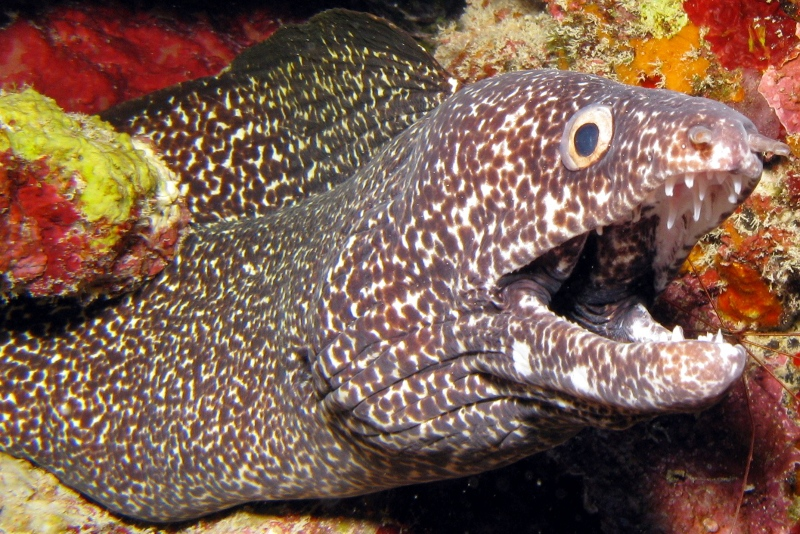
Gymnothorax moringa fotografiat a Belize.

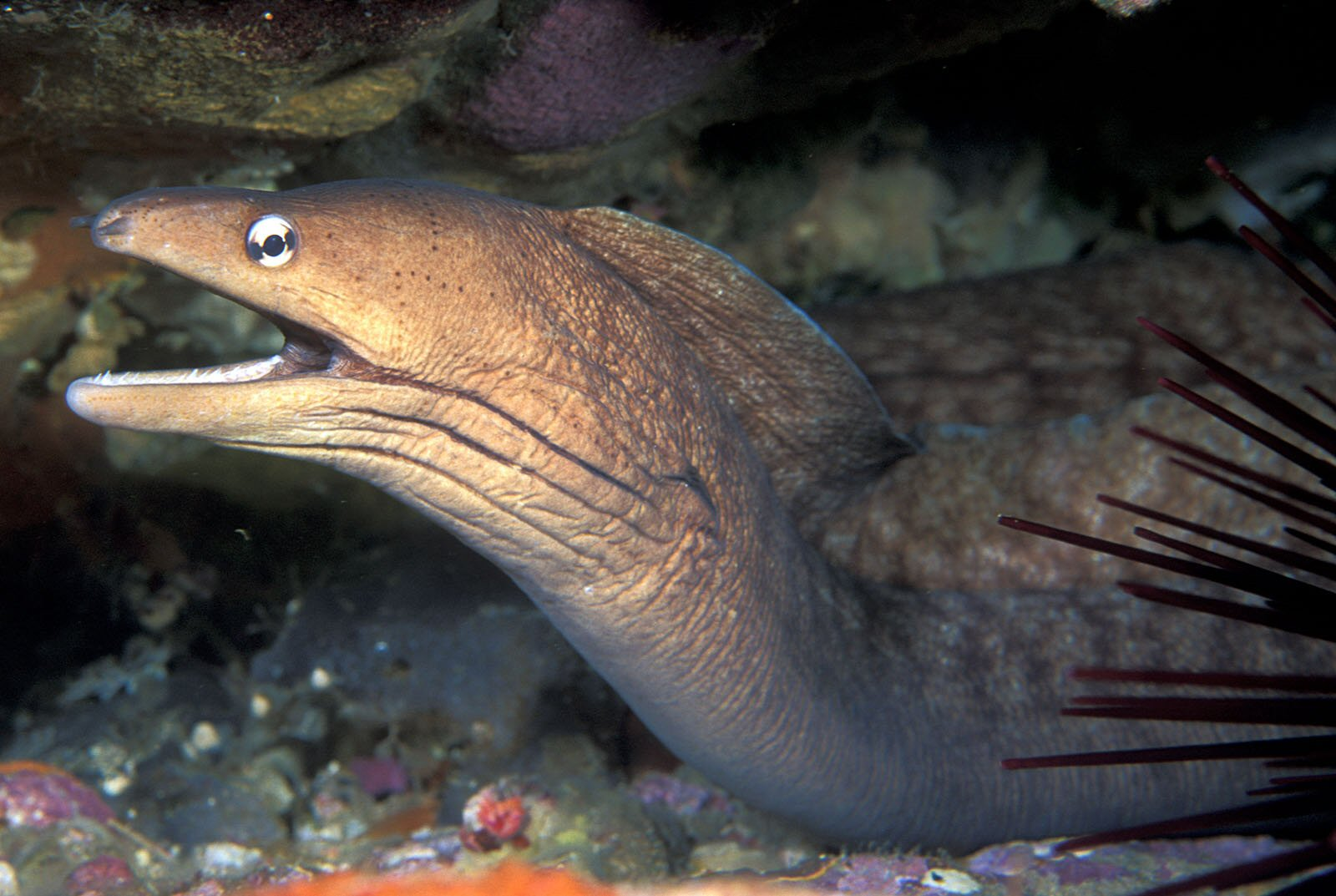
Gymnothorax nubilus

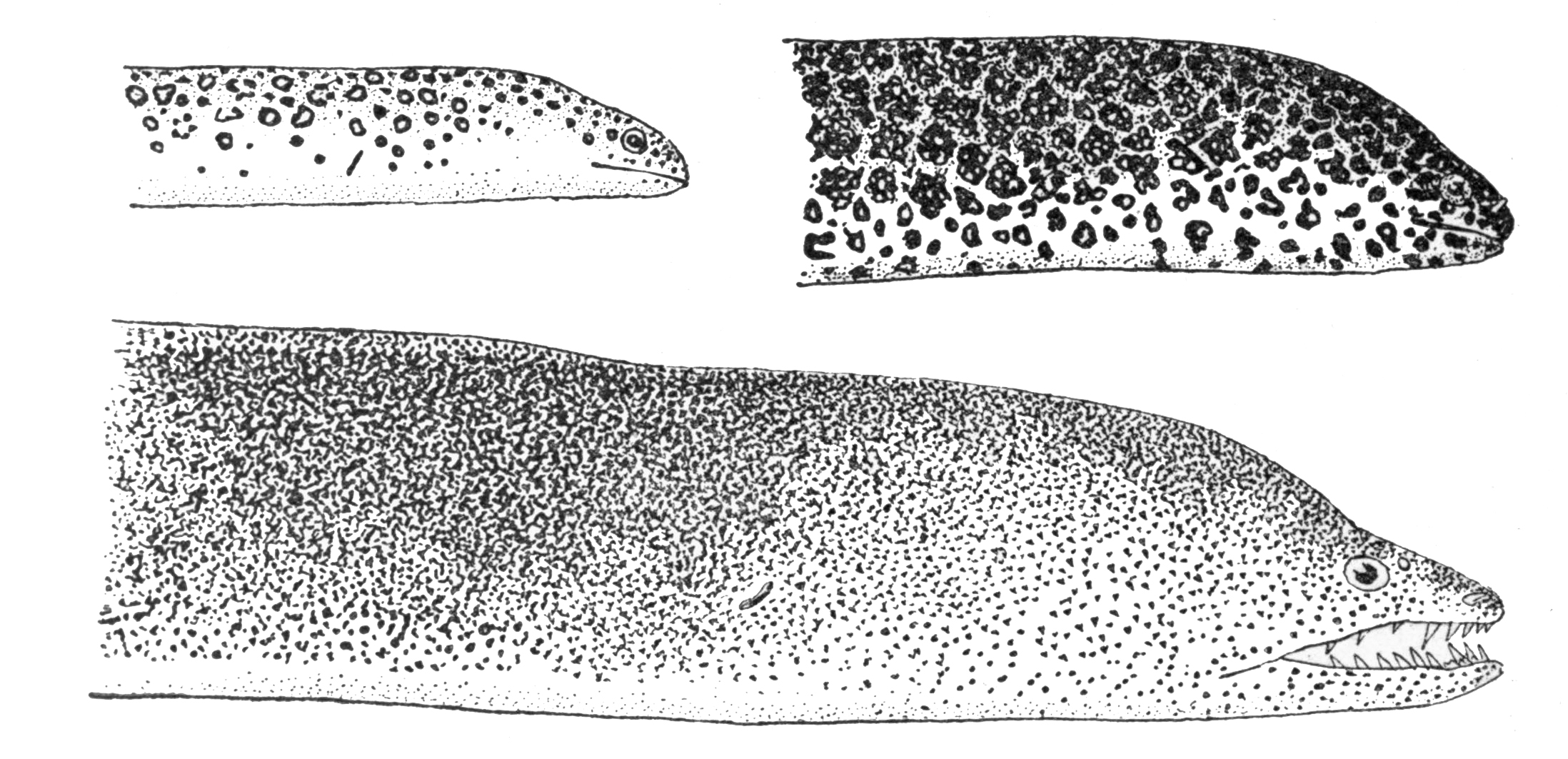
Gymnothorax pictus

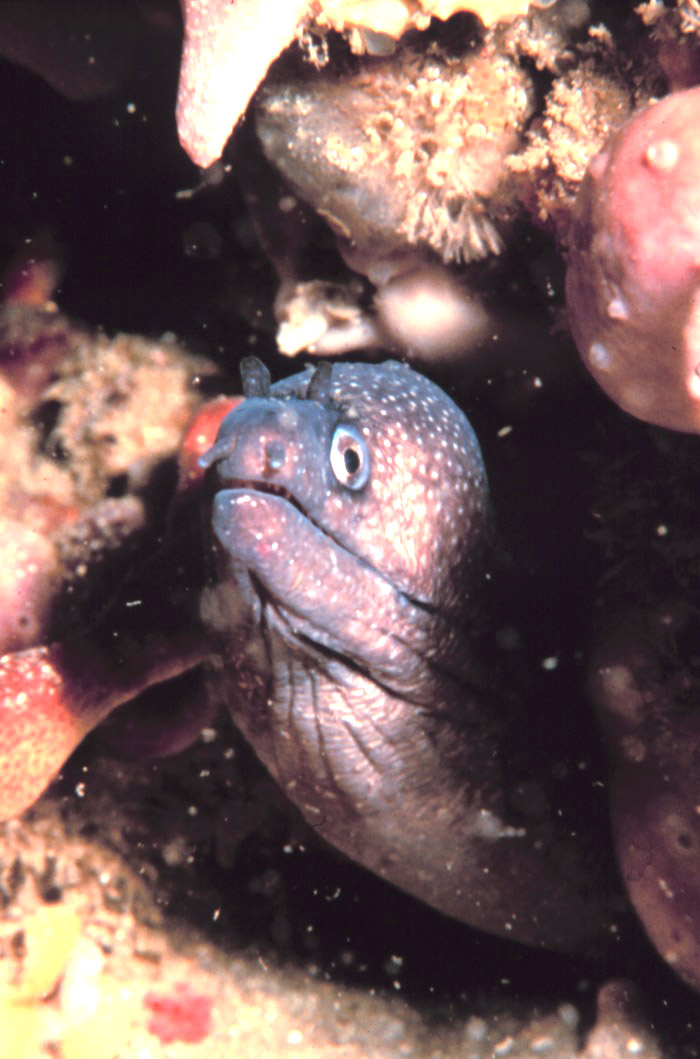
Gymnothorax polygonius

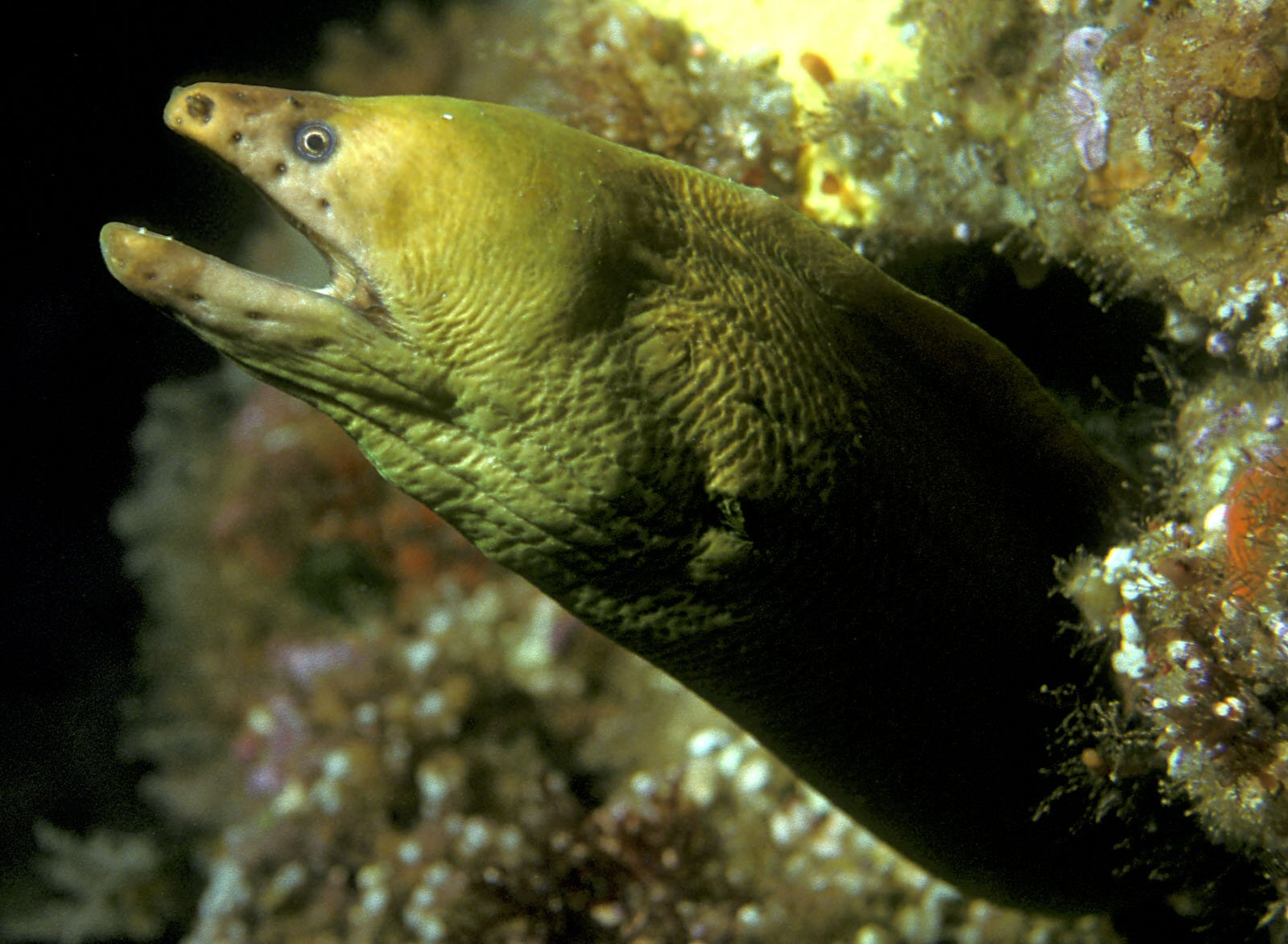
Gymnothorax prasinus

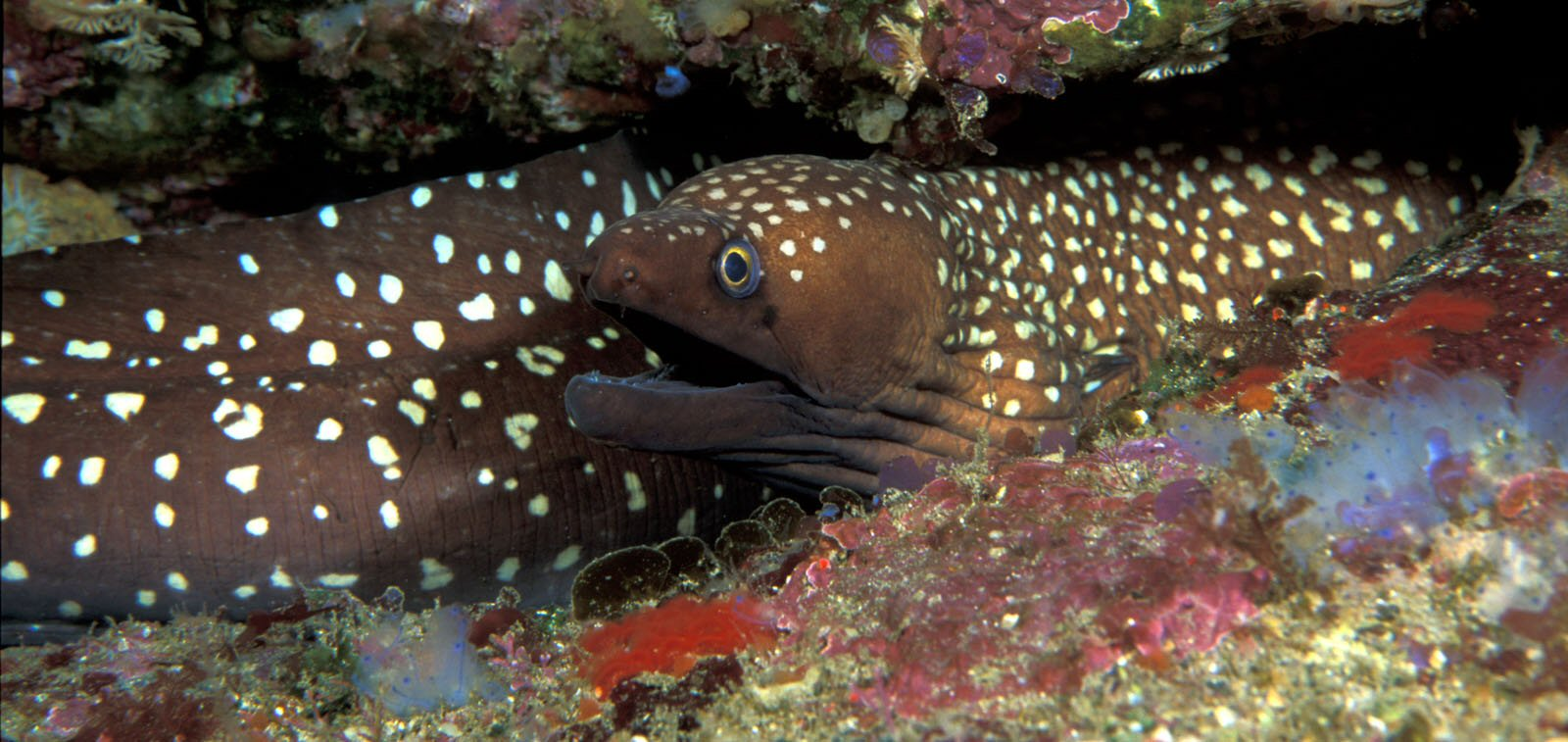
Gymnothorax prionodon

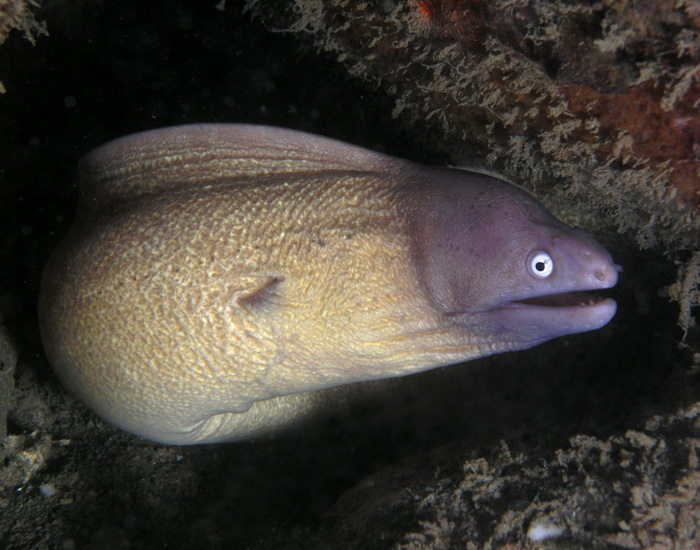
Gymnothorax thyrsoideus

Gymnothorax és un gènere de peixos de la família dels murènids i de l'ordre dels anguil·liformes.

## Etimologia
Gymnothorax prové dels mots grecs gymnos (nu, no vestit) i thorax, -akos (tòrax)

## Morfologia
Les aletes dorsal i anal es troben cobertes de pell. Absència d'aletes pectorals. Mandíbula inferior recta (la boca tanca completament en totes les espècies del Pacífic oriental, llevat de Gymnothorax verrilli). Dents molt esmolades i, només algunes, allargades. Les obertures branquials presenten, normalment, la mateixa coloració del cos.

## Distribució geogràfica
Es troba a les aigües tropicals i temperades càlides de tots els oceans.

## Taxonomia
- Gymnothorax afer (Bloch, 1795)[4]
- Gymnothorax albimarginatus (Temminck & Schlegel, 1846)[5]
- Gymnothorax angusticauda (Weber & de Beaufort, 1916)[6]
- Gymnothorax angusticeps (Hildebrand & Barton, 1949)[7]
- Gymnothorax annasona (Whitley, 1937)[8]
- Gymnothorax annulatus (Smith & Böhlke, 1997)[9]
- Gymnothorax atolli (Pietschmann, 1935)[10]
- Gymnothorax australicola (Lavenberg, 1992)[11]
- Gymnothorax austrinus (Böhlke & McCosker, 2001)[12]
- Gymnothorax bacalladoi (Böhlke & Brito, 1987)[13]
- Gymnothorax baranesi (Smith, Brokovich & Einbinder, 2008)[14]
- Gymnothorax bathyphilus (Randall & McCosker, 1975)[15]
- Gymnothorax berndti (Snyder, 1904)[16]
- Gymnothorax breedeni (McCosker & Randall, 1977)[17]
- Gymnothorax buroensis (Bleeker, 1857)[18]
- Gymnothorax castaneus (Jordan & Gilbert, 1883)[19]
- Gymnothorax castlei (Böhlke & Randall, 1999)[20]
- Gymnothorax cephalospilus (Böhlke & Mc Cosker, 2001)[12]
- Gymnothorax chilospilus (Bleeker, 1865)[21]
- Gymnothorax chlamydatus (Snyder, 1908)[22]
- Gymnothorax conspersus (Poey, 1867)[23]
- Gymnothorax cribroris (Whitley, 1932)[24]
- Gymnothorax davidsmithi (McCosker & Randall, 2008)
- Gymnothorax dorsalis (Seale, 1917)[25]
- Gymnothorax dovii (Günther, 1870)
- Gymnothorax elegans (Bliss, 1883)[26]
- Gymnothorax emmae (Prokofiev, 2010)[27]
- Gymnothorax enigmaticus (McCosker & Randall, 1982)
- Gymnothorax equatorialis (Hildebrand, 1946)[28]
- Gymnothorax eurostus (Abbott, 1860)
- Gymnothorax eurygnathos (Böhlke, 2001)
- Gymnothorax favagineus (Bloch & Schneider, 1801)[29]
- Gymnothorax fimbriatus (Bennett, 1832)[30]
- Morena de vora groga (Gymnothorax flavimarginatus) (Rüppell, 1830)[31]
- Gymnothorax flavoculus (Böhlke & Randall, 1996)
- Gymnothorax formosus (Bleeker, 1865)[21]
- Morena verda (Gymnothorax funebris) (Ranzani, 1840)[32]
- Gymnothorax fuscomaculatus (Schultz a Schultz et al., 1953)
- Gymnothorax gracilicauda (Jenkins, 1903)[33]
- Gymnothorax griseus (Lacépède, 1803)[34]
- Gymnothorax hansi (Heemstra, 2004)
- Gymnothorax hepaticus (Rüppell, 1830)
- Gymnothorax herrei (Beebe & Tee-Van, 1933)[35]
- Gymnothorax hubbsi (Böhlke & Böhlke, 1977)
- Gymnothorax intesi (Fourmanoir & Rivaton, 1979)
- Gymnothorax isingteena (Richardson, 1845)
- Morena gegant (Gymnothorax javanicus) (Bleeker, 1859)[36]
- Gymnothorax johnsoni (Smith, 1962)[37]
- Gymnothorax kidako (Temminck & Schlegel, 1846)[5]
- Gymnothorax kolpos (Böhlke & Böhlke, 1980)[38]
- Gymnothorax kontodontos (Böhlke, 2000)[39]
- Gymnothorax longinquus (Whitley, 1948)[40]
- Gymnothorax maderensis (Johnson, 1862)[41]
- Gymnothorax mareei (Poll, 1953)[42]
- Gymnothorax margaritophorus (Bleeker, 1865)[21]
- Gymnothorax marshallensis (Schultz a Schultz et al., 1953)[43]
- Gymnothorax mccoskeri (Smith & Böhlke, 1997)[9]
- Gymnothorax megaspilus (Böhlke & Randall, 1995)
- Gymnothorax melanosomatus (Loh, Shao & Chen, 2011)[44]
- Gymnothorax melatremus (Schultz a Schultz et al., 1953)
- Gymnothorax meleagris (Shaw, 1795)
- Gymnothorax microstictus (Böhlke, 2000)
- Gymnothorax miliaris (Kaup, 1856)[45]
- Gymnothorax minor (Temminck & Schlegel, 1846)[5]
- Gymnothorax moluccensis (Bleeker, 1865)[21]
- Gymnothorax monochrous (Bleeker, 1856)[46]
- Gymnothorax monostigma (Regan, 1909)[47]
- Gymnothorax mordax (Ayres, 1859)
- Gymnothorax moringa (Cuvier, 1829)[48]
- Gymnothorax nasuta (de Buen, 1961)
- Gymnothorax neglectus (Tanaka, 1911)
- Gymnothorax nigromarginatus (Girad, 1858)
- Gymnothorax niphostigmus (Chen, Shao & Chen, 1996)
- Gymnothorax nubilus (Richardson, 1848)
- Gymnothorax nudivomer (Günther a Playfair & Günther, 1867)
- Gymnothorax nuttingi (Snyder, 1904)[16]
- Gymnothorax obesus (Whitley, 1932)[24]
- Gymnothorax ocellatus (Agassiz a Spix & Agassiz, 1831)[49]
- Gymnothorax panamensis (Steindachner, 1876)[50]
- Gymnothorax parini (Collette, Smith & Böhlke, 1991)[51]
- Gymnothorax phalarus (Bussing, 1998)
- Gymnothorax phasmatodes (Smith, 1962)[37]
- Gymnothorax philippinus (Jordan & Seale, 1907)[52]
- Gymnothorax pictus (Ahl, 1789)[53]
- Gymnothorax pikei (Bliss ex Steindachner, 1883)[26]
- Gymnothorax pindae (Smith, 1962)[37]
- Gymnothorax polygonius (Poey, 1875)[54]
- Gymnothorax polyspondylus (Böhlke & Randall, 2000)[55]
- Gymnothorax polyuranodon (Bleeker, 1853)[56]
- Gymnothorax porphyreus (Guichenot, 1848)[57]
- Gymnothorax prasinus (Richardson, 1848)
- Gymnothorax prionodon (Ogilby, 1895)[58]
- Gymnothorax prismodon (Böhlke & Randall, 2000)[55]
- Gymnothorax prolatus (Sasaki & Amaoka, 1991)[59]
- Gymnothorax pseudoherrei (Böhlke, 2000)
- Gymnothorax pseudothyrsoideus (Bleeker, 1852)[60]
- Gymnothorax punctatofasciatus (Bleeker, 1863)[61]
- Gymnothorax punctatus (Bloch & Schneider, 1801)[29]
- Gymnothorax randalli (Smith & Böhlke, 1997)
- Gymnothorax reevesii (Richardson, 1845)
- Gymnothorax reticularis (Bloch, 1795)[4]
- Gymnothorax richardsonii (Bleeker, 1852)[62]
- Gymnothorax robinsi (Böhlke, 1997)[63]
- Gymnothorax rueppellii (McClelland, 1844)[64]
- Gymnothorax sagenodeta (Richardson, 1848)
- Gymnothorax sagmacephalus (Böhlke, 1997)
- Gymnothorax saxicola (Jordan & Davis, 1891)
- Gymnothorax serratidens (Hildebrand & Barton, 1949)[7]
- Gymnothorax shaoi (Chen & Loh, 2007)[65]
- Gymnothorax sokotrensis (Kotthaus, 1968)[66]
- Gymnothorax steindachneri (Jordan & Evermann, 1903)[67]
- Gymnothorax taiwanensis (Chen, Loh & Shao, 2008)[68]
- Gymnothorax thyrsoideus (Richardson, 1845)
- Gymnothorax tile (Hamilton, 1822)
- Morena ondulada (Gymnothorax undulatus) (Lacépède, 1803)[69]
- Gymnothorax unicolor (Delaroche, 1809)
- Gymnothorax vagrans (Seale, 1917)[25]
- Gymnothorax verrilli (Jordan & Gilbert, 1883)
- Gymnothorax vicinus (Castelnau, 1855)
- Gymnothorax walvisensis (Prokofiev & Kukuev, 2009)
- Gymnothorax woodwardi (McCulloch, 1912)
- Gymnothorax ypsilon (Hatooka & Randall, 1992)
- Gymnothorax zonipectis (Seale, 1906)[70][71][72][73][74][75]